# 강산 방조제
강산 방조제(江山防潮堤)는 전라남도 고흥군 점암면 강산리와 여호리를 잇는 방조제이다. 2011년 12월 19일 방조제관리법 제3조의 규정에 따라 농림수산식품부장관이 국가관리방조제로 결정하였다. 방조제는 국가 소유이나, 고흥군수가 관리하고 있다.

## 주요 시설
- 방조제 : 2조 1,240m (제정폭 4.0m)
- 배수갑문 : 1개소